# Greco (vitigno)
Il Greco, o Greco di Tufo o Greco bianco di Tufo, è un vitigno italiano a bacca bianca.

Sebbene nel Registro Nazionale delle Varietà di Vite risulti un suo sinonimo, l'Asprinio Bianco è un vitigno molto antico e si ritiene che derivi dallo stesso greco. 
È utilizzato per produrre, tra gli altri, il vino DOCG Greco di Tufo.

## Storia
È un nobile vitigno di antichissima origine. La sua coltivazione, nota fin dall’epoca romana, avveniva sulle pendici vesuviane e sembra risalire al I secolo a.C.; dovrebbe derivare dall'aminea gemella, pregevole famiglia di viti di origine greca, descritta e lodata da Virgilio nelle Georgiche.

## Descrizione
Caratteristiche: la foglia è media, orbicolare, trilobata e solo in qualche caso pentalobata, con pagina superiore glabra, con nervature verdi; il grappolo è medio o piccolo, cilindrico o leggermente conico, serrato, spesso alato con un’ala molto sviluppata; gli acini sono medi o piccoli, sferoidali, irregolari, con buccia pruinosa, abbastanza spessa e di colore giallastro con punteggiature brune, o grigio-ambrato nelle parti più esposte al sole; i composti fenolici presenti nelle uve contribuiscono al colore caratteristicamente profondo del vino. I vini prodotti con il vitigno Greco sono noti per le loro qualità aromatiche e sono caratterizzati da un profilo olfattivo vagamente simile a quello del Viognier, fruttati di pesca e con note leggermente erbacee che tendono a diventare più intense con l’età del vino.

Maturazione: tardiva (ottobre); il vitigno è soggetto a rischio di Peronospora e oidio.

## Diffusione
È coltivato in varie regioni d'Italia, dalla Liguria alla Campania, dove matura in mesi leggermente diversi, ma si può dire generalmente in ottobre.

La terra di elezione di questo vitigno è la Campania – precisamente Tufo.